# Avenue Charles-de-Foucauld
L'avenue Charles-de-Foucauld est une voie située dans le quartier de Bel-Air du 12e arrondissement de Paris.

## Situation et accès
L'avenue Charles-de-Foucauld débute au no 9, rue Joseph-Chailley et se termine au no 10, avenue du Général-Dodds.
Elle est accessible à proximité par la ligne de métro 8 à la station Porte de Charenton et par la ligne 3a du tramway aux stations Porte Dorée et Porte de Charenton.

## Origine du nom
La voie tient son nom du religieux et missionnaire français, Charles de Foucauld (1858-1916), qui vécut plusieurs décennies dans le grand sud algérien, en raison de la proximité du palais de la Porte Dorée, abritant alors le musée des Colonies.

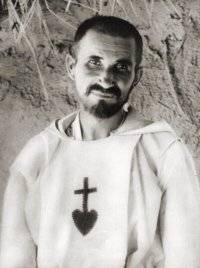
Charles de Foucauld.
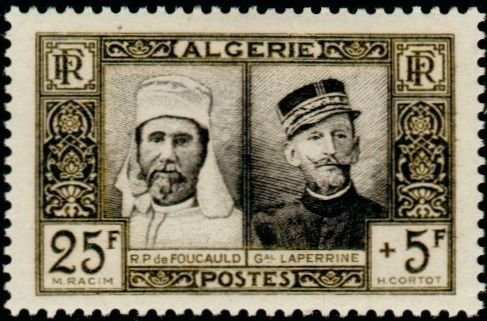
Timbre émis en 1950, rendant un hommage conjoint au père de Foucauld et au général Laperrine.

## Historique
Cette avenue a été construite à l'emplacement du bastion no 5 de l'enceinte de Thiers, et sur l'espace de La Zone en 1935.

## Bâtiments remarquables et lieux de mémoire
- Accès au bois de Vincennes et à la pelouse de Reuilly.